# Dänische Mathematische Gesellschaft

Logo der DMF

Die Dänische Mathematische Gesellschaft (dänisch: Dansk Matematisk Forening, kurz DMF) wurde 1873 auf Initiative des Mathematikers und Astronomen Thorvald Nicolai Thiele an der Universität Kopenhagen gegründet (wo es seit 1850 eine Fakultät für Mathematik und Naturwissenschaften gab), mit dem Ziel der Förderung mathematischer Forschung und Ausbildung in Dänemark. Gründungsmitglieder waren auch Hieronymus Georg Zeuthen und Julius Petersen. Der Name Matematisk Forening wurde 1952 in Dansk Matematisk Forening geändert.
Während die Gesellschaft zunächst auf Dänemark fokussiert war, öffnete sie sich seit den 1920er Jahren unter dem Einfluss ihres Präsidenten Harald Bohr. Namhafte Mathematiker wie Emil Artin, Émile Borel, Constantin Carathéodory, Torsten Carleman, Godfrey Harold Hardy, David Hilbert (mit dessen Einladung 1921 die etwa jährliche Tradition von Vortragseinladungen bekannter ausländischer Mathematiker begann), Gaston Maurice Julia, Edmund Landau, Henri Léon Lebesgue, George Pólya, Frigyes Riesz und Marcel Riesz konnten für Vorträge auf regelmäßig in Kopenhagen stattfindenden Tagungen der Gesellschaft gewonnen werden.
Die dänische mathematische Gesellschaft trat der IMU erst nach dem Zweiten Weltkrieg bei, in erster Linie da Harald Bohr die Diskriminierung von Mathematikern aus Deutschland und Österreich seitens der IMU nach dem Ersten Weltkrieg nicht passte. Durch die deutsche Besetzung während des Zweiten Weltkrieges kam die Arbeit der DMF zum Erliegen, Harald Bohr und Werner Fenchel mussten wegen ihrer jüdischen Abstammung 1943 nach Schweden fliehen. Aber schon wenige Jahre nach dem Krieg wurde die Arbeit wieder fortgesetzt.
1952 gründete die DMF in Zusammenarbeit mit den mathematischen Gesellschaften Finnlands, Islands, Norwegens und Schwedens die wissenschaftlich mathematische Zeitschrift Mathematica Scandinavica sowie die Nordisk Matematisk Tidsskrift (NORMAT) für elementare Mathematik. Ein heute elektronisches Mitteilungsblatt Matnyt wird wöchentlich an die Mitglieder versandt. Seit den 1980er Jahren organisiert die DMF größere jährliche beziehungsweise halbjährliche Tagungen, auch außerhalb Kopenhagens. Alle vier Jahre organisiert eine der vier skandinavischen mathematischen Gesellschaften eine skandinavische mathematische Tagung. 1987 wurde ein Symposium anlässlich des hundertsten Geburtstages Harald Bohrs abgehalten. Die Gesellschaft veröffentlichte 1952 die Gesammelten Werke von Harald Bohr und 1986 die von Jakob Nielsen.
Die DMF ist Mitglied der Europäischen Mathematischen Gesellschaft. Sie hatte 2000 etwa 340 Mitglieder. Das Logo der Dänischen Mathematischen Gesellschaft geht auf eine Zeichnung von Thomas Clausen aus dem Jahre 1840 zurück und zeigt im oberen Teil eine Mondsichel, die denselben Flächeninhalt wie das konkave Polygon im unteren Teil hat.
In Dänemark gibt es auch auf mathematischem Gebiet ein Dänisches Zentrum für Angewandte Mathematik und Mechanik, die Dänische Gesellschaft für Informatik, die Dänische Operations Research Gesellschaft und die Dänische Gesellschaft für Theoretische Statistik.